# Memphis la Blusera
Memphis la Blusera é uma banda argentina de blues rock e jazz. Formada no bairro de Floresta em 1978, alcançou sua maior popularidade no final dos anos oitenta e na década de noventa, especialmente com seus discos Nunca tuve tanto Blues e Cosa de hombres.
Em 2008, no aniversário de 30 anos da banda, depois de dez álbuns de estúdio, cinco álbuns ao vivo, uma coletânea e mais de 2 000 apresentações ao vivo, Adrián Otero anunciou sua saída da banda e, posteriormente, Daniel Beiserman (membro fundador da banda) anunciou a dissolução do grupo.
Após o falecimento do ex-vocalista da banda, Adrían Otero, em 2012, El Ruso Beiserman começou a gerenciar uma nova formação com Emilio Villanueva no saxofone, o qual faleceu no mesmo dia que a imprensa iria anunciar o retorno da banda com Martín Luka de vocalista. A banda atualmente já está de volta aos palcos.

## História

### Início
O começo da banda foi humilde. A primeira apresentação de Memphis ao vivo foi no teatro Unione e Benevolenza, em 1978, com um público de cem pessoas. Não foi muito tempo depois de ensaiar durante muitos meses e estarem estabilizados com a música que começaram a organizar seus shows. Foi programada um segundo espetáculo para o dia 19 de agosto do mesmo ano, que teve que ser postergada em uma semana por conta da morte do Papa João Paulo I.
Em 1981, foram a banda de abertura de Pajarito Zaguri no Estadio Obras Sanitarias e em 1982 se apresentaram no Festival B.A Rock onde receberam feedback positivo da imprensa.

### 1983-1995
O primeiro álbum de estúdio da banda, Alma bajo la lluvia, lançado em 1983, foi um impulso para o reconhecimento do grupo. O disco conta com singles que ajudaram na ascensão da fama como "Blues de las 6 y 30", "Mosato, Pizza y Faína", "Lo mismo boogie", entre outros clássicos da banda. Três anos depois, em 1986, lançaram seu segundo álbum de estúdio, Medias Negras, que foi a primeiro e único com música eletrônica no estilo New Wave da época, possuindo músicas com bateria eletrônica, sequenciador e caixa de ritmos. O disco possui as canções famosas "La Bifurcada" e "Monton de Nada".
Em 1988, lançaram seu terceiro álbum com o título Tonto rompecabezas, onde abandonaram questões sociais como nos anteriores e focaram as letras mais no amor, deixando de lado o lunfardo que foi mantido apenas na faixa "Sopa de letras". No entanto, a temática voltaria mais uma vez no álbum seguinte "Memphis La Blusera", de 1991.
Em 1993, lançaram seu quinto álbum de estúdio de nome Nunca tuve tanto Blues, contando com singles como "Gin y cerveza", "Blues del tren", entre outros. No ano seguinte, lançaram seu primeiro álbum ao vivo com o título Memphis en vivo gravado no Teatro Gran Rex. Em 1995 seguiram com suas apresentações em lugares com grande espaço para o público como o Estadio Obras Sanitarias, Plaza las Américas em Córdoba, La Trastienda Club e também em países como Chile, Uruguai, entre outros.

### 1996-2002
O ano de 1996 foi o melhor ano para a banda desde sua criação. Receberam seu primeiro disco de ouro para "Nunca tuve tanto Blues" e também lançaram seu sexto disco Cosa de hombres, apresentado em cinco shows esgotados no Estádio Obras e em outros lugares da Argentina para 20 000 pessoas. Até então, possuem um recorde difícil de igualar: mais de 1 300 apresentações em 17 anos de carreira.
Vimos passarem 50 000 tendências... e seguimos sempre tocando blues, que é uma música clássica.Original (em castelhano): Hemos visto pasar cincuenta mil modas... y seguimos siempre tocando blues, que es una música clásica.— Adrián Otero https://vosyoyelrock.blogia.com/2004/111301-memphis-la-blusera-el-resumen-.php (em castelhano)
Mesmo assim, em 1999 apresentaram seu segundo álbum ao vivo, El Acústico, em La Trastienda, onde tocaram singles populares da banda e novas gravações dos últimos discos da época. O DVD final também incluiu parte do show no Estádio de Obras Sanitárias, o qual foi realizado em 14 de agosto de 1999. Depois disso, a banda se apresentou ao vivo em outros países da américa espanhola.
Em 2001, lançaram seu oitavo álbum de estúdio, Angelitos Culones. O álbum contava com músicas de costumes urbanos, amor, pleitos e decepções. Foi distribuido pela Warner Music Group e apresentado no Teatro Gran Rex em maio do mesmo ano. Em maio de 2002, foram convidados a tocar no Teatro Colón. Lá, revisitaram todos seus hits, acompanhados pela Orquestra Sinfônica Nacional Argentina. Nesse mesmo ano, o Estádio Luna Park festejou o aniversário de 25 anos da banda, onde gravaram o disco duplo que comemora um quarto do ciclo em atividade, com os clássicos de semrpe, desde "La Bifurcada" até "La flor más bella".

## Discografia

### Álbuns de estúdio
- 1983 —  Alma bajo la lluvia
- 1986 — Medias negras
- 1988 — Tonto rompecabezas
- 1991 — Memphis "La Blusera"
- 1993 — Nunca tuve tanto Blues
- 1996 — Cosa de hombres
- 1998 — Hoy es hoy
- 2001 — Angelitos culones
- 2005 — ...etc.
- 2014 — Siempre

### Álbuns ao vivo
- 1994 — Memphis en vivo
- 1999 — El acústico
- 2003 — En vivo en el Colón
- 2004 — 25º aniversario

### Coletâneas
- 1992 — Memphis La Blusera